# Joan Botam i Casals
Joan Botam i Casals (Les Borges Blanques, 21 september 1926 – 30 november 2023) was een Catalaanse kapucijn, theoloog en catalanist. Hij werd bekend voor zijn steun aan het verzet tegen de dictatuur van Francisco Franco. 
In de jaren 1960 had hij al vaker verzetsgroepen vergaderlokalen in kloosters en parochiezalen aangeboden. In 1966 had hij in het klooster van Sarrià een bijeenkomst van de clandestiene studentenvakbond Sindicat Democràtic d'Estudiants toegelaten. Toen de deelnemers bij het verlaten van het gebouw gearresteerd werden, besloten de aanwezigen dat het beter was binnen te blijven en toen bood Botam in naam van zijn kloostergemeenschap gastvrijheid, waardoor de studenten zich in het gebouw konden barricaderen. Daarop volgde twee dagen later een bestorming door de politie die de geschiedenis inging als de Caputxinada.
Hij was een actief lid van de beweging Pax Christi. In 1984 heeft hij het Oecumenisch Centrum voor Catalonië opgericht. In 1999 sprak hij in een interview met Victor Colomer over de Caputxinada als een “aperitief voor de democratie”. In 2000 ondertekende hij met 73 andere gerenommeerde theologen een manifest waarin de door paus Johannes Paulus II goedgekeurde verklaring Dominus Iesus stevig bekritiseerd werd omdat dit document in hun ogen meer overeenkomsten met de integristische Syllabus Errorum van Paus Pius IX dan met de besluiten van het Tweede Vaticaans Concilie vertoonde. Ze klaagden aan dat het pauselijke document voor andere godsdiensten beledigend was.
Joan Botam i Casals overleed in november 2023 op 97-jarige leeftijd.

## Prijzen
- 1956: Premi Jaume Serra i Húnter van het Institut d'Estudis Catalans
- 2010: Creu de Sant Jordi voor zijn steun aan de anti-franquistische verzetsbeweging tijdens de Caputxinada in 1966 en voor zijn oecumenisch werk en zijn streven naar interreligieuze dialoog.[6][7]